# Corrente de Humboldt

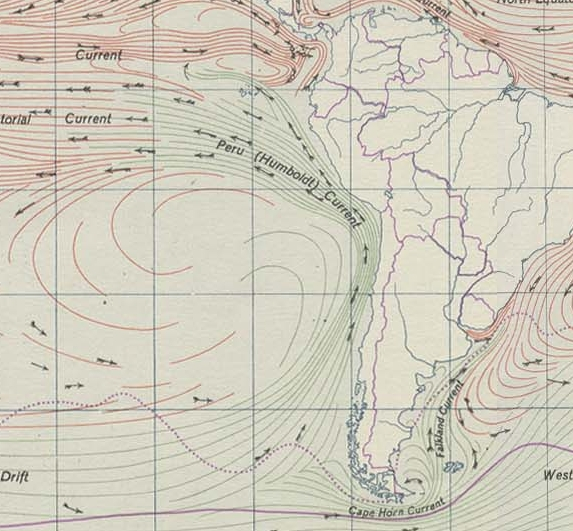
Corrente de Humboldt ou do Peru

A corrente de Humboldt ou corrente do Peru é uma corrente oceânica de superfície que percorre o oceano Pacífico. Foi assim denominada em homenagem ao geógrafo prussiano Alexander von Humboldt. Foi descoberta pelo cientista espanhol José de Acosta (1540-1600) em sua Historia Natural y Moral de las Indias (1590), e descrita pelo naturalista alemão Alexander von Humboldt em sua obra Viagem às Regiões Equinociais do Novo Continente. . . (Paris, 1807).
Nascendo perto da Antártida, ela é a corrente mais fria do mundo, com uma temperatura aproximadamente 7 ou 8 °C inferior à temperatura média do oceano na mesma latitude. A corrente de Humboldt acompanha as costas do Chile e do Peru, na América do Sul. Ricas em plâncton, as suas águas atraem muitos peixes, fato que faz do Peru um dos principais produtores de pescado em escala mundial.

## O que ela provoca
A baixa temperatura impede a evaporação e deixa a umidade relativa do ar baixa, deixando a massa de ar local seca e ajudando a formar o clima seco do deserto de Atacama.
Já durante o fenômeno do El Niño, a corrente de Humboldt desaparece e deixa em seu lugar uma corrente quente, diminuindo o plâncton e aumentando as precipitações pluviométricas na costa sul-americana do Pacífico. Suas águas têm características diferentes das águas oceânicas. Por terem outra temperatura, salinidade, coloração e densidade, elas não se misturam facilmente com as águas do mar por onde passam.